# Connor Barwin
Connor Alfred Barwin (nacido el 15 de octubre de 1986) es un jugador profesional de fútbol americano estadounidense que juega en la posición de defensive end y actualmente milita en los New York Giants de la National Football League (NFL).

## Biografía
Barwin es el menor de cuatro hermanos, hijo de Thomas Barwin y Margaret Bailey. Asistió a University of Detroit Jesuit High School donde como sénior, fue nombrado All-State, All-League, All-Catholic y All-District.
En la Universidad de Cincinnati, Barwin jugó de defensive end, tight end y halfback. Acabó su carrera con 66 tackles, 12 sacks, 3 fumbles recuperados, 8 pases desviados, 5 patadas bloqueadas y 53 recepciones para 692 yardas con 6 touchdowns.

## Carrera

### Houston Texans
Barwin fue seleccionado por los Houston Texans en la segunda ronda (puesto 46) del draft de 2009.
Con los Texans, Barwin ha ganado dos títulos de división consecutivos (2011-12 y 2012-13).

### Philadelphia Eagles
El 14 de marzo de 2013, Barwin firmó un contrato de seis años con los Philadelphia Eagles, a razón de $36 millones con $8 millones garantizados.
Con los Eagles, Barwin solamente ha ganado un título de división (2013-14) donde llegaron a playoffs, perdiendo ante los New Orleans Saints por 26-24.

## Vida personal
Su equipo y jugador favoritos cuando era pequeño eran los Detroit Lions y Barry Sanders.